# Коксі
Коксі́ (рос. Кокси) — присілок у складі Юкаменського району Удмуртії, Росія.
Населення — 35 осіб (2010; 51 в 2002).
Національний склад (2002):
- бесерм'яни — 43 %